# Hoeve Krekelberg
Hoeve Krekelberg is een carréboerderij in de gemeente Beekdaelen en ligt aan het kruispunt van de wegen Schinnen-Amstenrade en Thull-Oirsbeek. De hoeve uit 1890 ligt aan de Altaarstraat 120 in Schinnen op de gelijknamige heuvel de Krekelberg, op de rand van het plateau van Doenrade. De Altaarstraat vormt de toegangsweg tot dit plateau. Aan de zuidzijde van de Krekelberg bevinden zich de glooiende hellingen van het Geleenbeekdal. Op deze hellingen bevindt zich naast de hoeve Krekelberg een gelijknamige natuurcamping. Het bouwwerk is aangewezen als gemeentelijk monument.

## Geschiedenis
De geschiedenis van hoeve Krekelberg is door Vonk (2012) beschreven. De hoeve is ontstaan in de dertiende eeuw toen het plateau van Doenrade ontgonnen werd. Waarschijnlijk is de hoeve vanuit Schinnen gesticht, aangezien zij later een bezitting is van de heren van Schinnen en eveneens tot de schepenbank van dat dorp behoort. Het leenrecht op de hoeve behoorde tot het leenhof van kasteel Terborgh. Vanaf de vijftiende eeuw behoort de hoeve aan de familie Huyn van Amstenrade en haar erfgenamen. Waarschijnlijk heeft de hoeve in deze tijd de benaming Krekelberg gekregen. De benaming kan naar het gelijknamig insect verwijzen, maar Vonk (2012) vermoedt dat de naam iets te maken heeft met het woord ‘krakeel’. Dat verwijst naar onenigheid of een conflict. Dat conflict zou volgens Vonk een geschil kunnen zijn tussen de familie Huyn van Amstenrade en Hendrick van Randenraedt van Merkelbeek. Beide families wilden de hoeve in leen houden. Van Randeraedt was heer van het Duitse Suggerath en commissaris van het Land van Valkenburg. Van Randenraedt heeft helaas pech, want de hoeve Krekelberg wordt in leen gegeven aan de familie Huyn van Amstenrade.
Aan de hoeve Krekelberg was een laathof verbonden, waarvan de goederen vooral op het plateau van Doenrade lagen.
De huidige hoeve Krekelberg is gebouwd in 1890. Toen werd de oude vakwerkhoeve vervangen. Pijls (1928) beschrijft dat daarbij onderaardse gangen of ‘aagten’ werden aangetroffen onder het gebouw. Deze gangen dienden in de zestiende en zeventiende eeuw als schuil- en vluchtplaats in tijden van oorlog.

## Voetbalveld
Tot halverwege de jaren zeventig van de vorige eeuw lag naast de hoeve het windscheve voetbalterrein van SV Schinnen. Na de verhuizing van de voetbalclub naar het sportpark Terborgh in de nabijheid van het Kasteel Terborgh is het terrein nog enkele jaren in gebruik door een voetbalclub van een van de cafés in het dorp. Tegenwoordig wordt dit voetbalveld niet meer gebruikt, en is het toegevoegd aan de natuurcamping van de nabijgelegen Hoeve Krekelberg. Sinds de zomer van 2016 wordt 400 meter naar het noorden gespeeld door VV Alfa Sport, waarin SV Schinnen, VV Puth en het Oirsbeekse ADVEO zijn gefuseerd.